# Mühlhausen, Neumarkt
Mühlhausen là một đô thị thuộc huyện Neumarkt bang Bayern nước Đức